# Constante de Conway

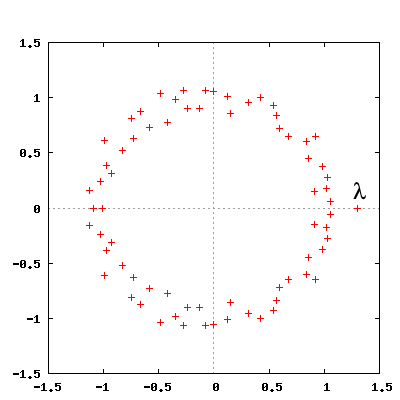
Soluciones del polinomio de Conway en el plano complejo.

La constante de Conway es una constante matemática relacionada con la secuencia mira-y-di, una sucesión matemática en la que cada nuevo número se genera leyendo en voz alta la cantidad de dígitos iguales consecutivos del número anterior. La constante de Conway es la tasa de crecimiento del número de cifras de la sucesión mira-y-di, también conocida como desintegración audioactiva (en inglés audioactive decay) o Look-and-Say ("Mira y di"). Por ejemplo, si {\displaystyle x_{0}=1} ("un uno"), los siguientes términos serán:
{\displaystyle x_{1}=11} ("dos unos --> 21")
{\displaystyle x_{2}=21} ("un dos, un uno --> 1211")
{\displaystyle x_{3}=1211} ("un uno, un dos, dos unos --> 111221")
{\displaystyle x_{4}=111221} ("tres unos, dos doses, un uno --> 312211")
{\displaystyle x_{5}=312211} ("un tres, un uno, dos doses, dos unos --> 13112221")
.
El proceso es similar al empleado en el sistema de compresión Run-length encoding.
Independientemente del término inicial {\displaystyle x_{o}} elegido (con la única salvedad del 22), la sucesión diverge y la razón entre el número de cifras de {\displaystyle x_{n}} y {\displaystyle x_{n-1}} tiende a un valor fijo que es la constante de Conway, {\displaystyle \lambda \approx 1,\!303577269}. Esta constante es un número irracional algebraico, y de hecho es la única solución real positiva de la siguiente ecuación polinómica de grado 71:
{\displaystyle x^{71}-x^{69}-2x^{68}-x^{67}+2x^{66}+2x^{65}+x^{64}-x^{63}-x^{62}-x^{61}-x^{60}-x^{59}+}
{\displaystyle 2x^{58}+5x^{57}+3x^{56}-2x^{55}-10x^{54}-3x^{53}-2x^{52}+6x^{51}+6x^{50}+x^{49}+9x^{48}-3x^{47}-}
{\displaystyle 7x^{46}-8x^{45}-8x^{44}+10x^{43}+6x^{42}+8x^{41}-5x^{40}-12x^{39}+7x^{38}-7x^{37}+7x^{36}+x^{35}-}
{\displaystyle 3x^{34}+10x^{33}+x^{32}-6x^{31}-2x^{30}-10x^{29}-3x^{28}+2x^{27}+9x^{26}-3x^{25}+14x^{24}-8x^{23}-}
{\displaystyle 7x^{21}+9x^{20}+3x^{19}-4x^{18}-10x^{17}-7x^{16}+12x^{15}+7x^{14}+2x^{13}-12x^{12}-4x^{11}-}
{\displaystyle 2x^{10}+5x^{9}+x^{7}-7x^{6}+7x^{5}-4x^{4}+12x^{3}-6x^{2}+3x-6=0}
Al tomar 22 ("dos doses") como término inicial, la sucesión es degenerada porque todos los términos siguientes volverán a ser 22.

## «Desintegración audioactiva»
John Conway calificó esta sucesión de «desintegración audioactiva» (audioactive decay), un juego de palabras sobre la desintegración radiactiva, poniendo énfasis en el comportamiento de los términos de la sucesión. Conway mostró que, a partir de un determinado punto, casi todos los términos de la sucesión pueden descomponerse en 92 subtérminos, a los que llamó elementos, por analogía con los elementos químicos. Estos elementos funcionan como entidades independientes, no interactúan con los demás dígitos del término y se descomponen en otro u otros elementos en el siguiente término de la sucesión.
Por ejemplo, el elemento más simple, llamado hidrógeno, es la secuencia estable {\displaystyle 22}. El manganeso, {\displaystyle 3113322112}, da lugar a {\displaystyle 132123222112}, que a su vez se descompone en los elementos prometio ({\displaystyle 132}) y sodio ({\displaystyle 123222112}).
La lista de elementos está confeccionada de tal manera que, empezando por el último elemento, el uranio ({\displaystyle 3}), cada uno de los elementos anteriores hace su aparición a lo largo de sucesivas iteraciones hasta llegar al primero, el hidrógeno, al cabo de 91 iteraciones.
| Z  | Elemento    | Proviene de                                                                | Se descompone en                   | Desarrollo                                 | Longitud |
| -- | ----------- | -------------------------------------------------------------------------- | ---------------------------------- | ------------------------------------------ | -------- |
| 1  | Hidrógeno   | 7 elementos: H, He, Sc, Ga, Zr, Ce, Ta                                     | 1 elemento: H (estable)            | 22                                         | 2        |
| 2  | Helio       | 1 elemento: Li                                                             | 5 elementos: Hf, Pa, H, Ca, Li     | 13112221133211322112211213322112           | 32       |
| 3  | Litio       | 2 elementos: He, Be                                                        | 1 elemento: He                     | 312211322212221121123222112                | 27       |
| 4  | Berilio     | 1 elemento: B                                                              | 3 elementos: Ge, Ca, Li            | 111312211312113221133211322112211213322112 | 42       |
| 5  | Boro        | 1 elemento: C                                                              | 1 elemento: Be                     | 1321132122211322212221121123222112         | 34       |
| 6  | Carbono     | 1 elemento: N                                                              | 1 elemento: B                      | 3113112211322112211213322112               | 28       |
| 7  | Nitrógeno   | 1 elemento: O                                                              | 1 elemento: C                      | 111312212221121123222112                   | 24       |
| 8  | Oxígeno     | 1 elemento: F                                                              | 1 elemento: N                      | 132112211213322112                         | 18       |
| 9  | Flúor       | 1 elemento: Ne                                                             | 1 elemento: O                      | 31121123222112                             | 14       |
| 10 | Neón        | 1 elemento: Na                                                             | 1 elemento: F                      | 111213322112                               | 12       |
| 11 | Sodio       | 2 elementos: Mg, As                                                        | 1 elemento: Ne                     | 123222112                                  | 9        |
| 12 | Magnesio    | 1 elemento: Al                                                             | 2 elementos: Pm, Na                | 3113322112                                 | 10       |
| 13 | Aluminio    | 1 elemento: Si                                                             | 1 elemento: Mg                     | 1113222112                                 | 10       |
| 14 | Silicio     | 2 elementos: P, Mn                                                         | 1 elemento: Al                     | 1322112                                    | 7        |
| 15 | Fósforo     | 1 elemento: S                                                              | 2 elementos: Ho, Si                | 311311222112                               | 12       |
| 16 | Azufre      | 1 elemento: Cl                                                             | 1 elemento: P                      | 1113122112                                 | 10       |
| 17 | Cloro       | 1 elemento: Ar                                                             | 1 elemento: S                      | 132112                                     | 6        |
| 18 | Argón       | 1 elemento: K                                                              | 1 elemento: Cl                     | 3112                                       | 4        |
| 19 | Potasio     | 1 elemento: Ca                                                             | 1 elemento: Ar                     | 1112                                       | 4        |
| 20 | Calcio      | 13 elementos: He, Be, Sc, Ga (2 veces), Zr, Ru, Te, Ce, Sm, Gd, Tm, Ta, Re | 1 elemento: K                      | 12                                         | 2        |
| 21 | Escandio    | 1 elemento: Ti                                                             | 5 elementos: Ho, Pa, H, Ca, Co     | 3113112221133112                           | 16       |
| 22 | Titanio     | 1 elemento: V                                                              | 1 elemento: Sc                     | 11131221131112                             | 14       |
| 23 | Vanadio     | 1 elemento: Cr                                                             | 1 elemento: Ti                     | 13211312                                   | 8        |
| 24 | Cromo       | 1 elemento: Mn                                                             | 1 elemento: V                      | 31132                                      | 5        |
| 25 | Manganeso   | 1 elemento: Fe                                                             | 2 elementos: Cr, Si                | 111311222112                               | 12       |
| 26 | Hierro      | 1 elemento: Co                                                             | 1 elemento: Mn                     | 13122112                                   | 8        |
| 27 | Cobalto     | 5 elementos: Sc, Ni, Ce, Tm, Gd                                            | 1 elemento: Fe                     | 32112                                      | 5        |
| 28 | Níquel      | 1 elemento: Cu                                                             | 2 elementos: Zn, Co                | 11133112                                   | 8        |
| 29 | Cobre       | 1 elemento: Zn                                                             | 1 elemento: Ni                     | 131112                                     | 6        |
| 30 | Zinc        | 3 elementos: Ni, Ga, Sm                                                    | 1 elemento: Cu                     | 312                                        | 3        |
| 31 | Galio       | 1 elemento: Ge                                                             | 6 elementos: Eu, Ca, Ac, H, Ca, Zn | 13221133122211332                          | 17       |
| 32 | Germanio    | 3 elementos: Be, As, Re                                                    | 2 elementos: Ho, Ga                | 31131122211311122113222                    | 23       |
| 33 | Arsénico    | 1 elemento: Se                                                             | 2 elementos: Ge, Na                | 11131221131211322113322112                 | 26       |
| 34 | Selenio     | 1 elemento: Br                                                             | 1 elemento: As                     | 13211321222113222112                       | 20       |
| 35 | Bromo       | 1 elemento: Kr                                                             | 1 elemento: Se                     | 3113112211322112                           | 16       |
| 36 | Kriptón     | 1 elemento: Rb                                                             | 1 elemento: Br                     | 11131221222112                             | 14       |
| 37 | Rubidio     | 1 elemento: Sr                                                             | 1 elemento: Kr                     | 1321122112                                 | 10       |
| 38 | Estroncio   | 1 elemento: Y                                                              | 1 elemento: Rb                     | 3112112                                    | 7        |
| 39 | Itrio       | 1 elemento: Zr                                                             | 2 elementos: Sr, U                 | 1112133                                    | 7        |
| 40 | Zirconio    | 1 elemento: Nb                                                             | 4 elementos: Y, H, Ca, Tc          | 12322211331222113112211                    | 23       |
| 41 | Niobio      | 1 elemento: Mo                                                             | 2 elementos: Er, Zr                | 11131221133221131112211312221              | 29       |
| 42 | Molibdeno   | 1 elemento: Tc                                                             | 1 elemento: Nb                     | 13211322211312113211                       | 20       |
| 43 | Tecnecio    | 2 elementos: Zr, Ru                                                        | 1 elemento: Mo                     | 311322113212221                            | 15       |
| 44 | Rutenio     | 1 elemento: Rh                                                             | 3 elementos: Eu, Ca, Tc            | 132211331222113112211                      | 21       |
| 45 | Rodio       | 1 elemento: Pd                                                             | 2 elementos: Ho, Ru                | 311311222113111221131221                   | 24       |
| 46 | Paladio     | 1 elemento: Ag                                                             | 1 elemento: Rh                     | 111312211312113211                         | 18       |
| 47 | Plata       | 1 elemento: Cd                                                             | 1 elemento: Pd                     | 132113212221                               | 12       |
| 48 | Cadmio      | 1 elemento: In                                                             | 1 elemento: Ag                     | 3113112211                                 | 10       |
| 49 | Indio       | 1 elemento: Sn                                                             | 1 elemento: Cd                     | 11131221                                   | 8        |
| 50 | Estaño      | 1 elemento: Sb                                                             | 1 elemento: In                     | 13211                                      | 5        |
| 51 | Antimonio   | 1 elemento: Te                                                             | 2 elementos: Pm, Sn                | 3112221                                    | 7        |
| 52 | Telurio     | 1 elemento: I                                                              | 3 elementos: Eu, Ca, Sb            | 1322113312211                              | 13       |
| 53 | Yodo        | 1 elemento: Xe                                                             | 2 elementos: Ho, Te                | 311311222113111221                         | 18       |
| 54 | Xenón       | 1 elemento: Cs                                                             | 1 elemento: I                      | 11131221131211                             | 14       |
| 55 | Cesio       | 1 elemento: Ba                                                             | 1 elemento: Xe                     | 13211321                                   | 8        |
| 56 | Bario       | 1 elemento: La                                                             | 1 elemento: Cs                     | 311311                                     | 6        |
| 57 | Lantano     | 1 elemento: Ce                                                             | 1 elemento: Ba                     | 11131                                      | 5        |
| 58 | Cerio       | 1 elemento: Pr                                                             | 4 elementos: La, H, Ca, Co         | 1321133112                                 | 10       |
| 59 | Praseodimio | 1 elemento: Nd                                                             | 1 elemento: Ce                     | 31131112                                   | 8        |
| 60 | Neodimio    | 1 elemento: Pm                                                             | 1 elemento: Pr                     | 111312                                     | 6        |
| 61 | Prometio    | 5 elementos: Mg, Sb, Sm, Er, Bi                                            | 1 elemento: Nd                     | 132                                        | 3        |
| 62 | Samario     | 1 elemento: Eu                                                             | 3 elementos: Pm, Ca, Zn            | 311332                                     | 6        |
| 63 | Europio     | 4 elementos: Ga, Ru, Te, Gd                                                | 1 elemento: Sm                     | 1113222                                    | 7        |
| 64 | Gadolinio   | 1 elemento: Tb                                                             | 3 elementos: Eu, Ca, Co            | 13221133112                                | 11       |
| 65 | Terbio      | 1 elemento: Dy                                                             | 2 elementos: Ho, Gd                | 3113112221131112                           | 16       |
| 66 | Disprosio   | 1 elemento: Ho                                                             | 1 elemento: Tb                     | 111312211312                               | 12       |
| 67 | Holmio      | 8 elementos: P, Sc, Ge, Rh, I, Tb, Er, Rn                                  | 1 elemento: Dy                     | 1321132                                    | 7        |
| 68 | Erbio       | 2 elementos: Nb, Tm                                                        | 2 elementos: Ho, Pm                | 311311222                                  | 9        |
| 69 | Tulio       | 1 elemento: Yb                                                             | 3 elementos: Er, Ca, Co            | 11131221133112                             | 14       |
| 70 | Ytterbio    | 1 elemento: Lu                                                             | 1 elemento: Tm                     | 1321131112                                 | 10       |
| 71 | Lutecio     | 1 elemento: Hf                                                             | 1 elemento: Yb                     | 311312                                     | 6        |
| 72 | Hafnio      | 2 elementos: He, Ta                                                        | 1 elemento: Lu                     | 11132                                      | 5        |
| 73 | Tántalo     | 1 elemento: W                                                              | 5 elementos: Hf, Pa, H, Ca, W      | 13112221133211322112211213322113           | 32       |
| 74 | Wolframio   | 2 elementos: Ta, Re                                                        | 1 elemento: Ta                     | 312211322212221121123222113                | 27       |
| 75 | Renio       | 1 elemento: Os                                                             | 3 elementos: Ge, Ca, W             | 111312211312113221133211322112211213322113 | 42       |
| 76 | Osmio       | 1 elemento: Ir                                                             | 1 elemento: Re                     | 1321132122211322212221121123222113         | 34       |
| 77 | Iridio      | 1 elemento: Pt                                                             | 1 elemento: Os                     | 3113112211322112211213322113               | 28       |
| 78 | Platino     | 1 elemento: Au                                                             | 1 elemento: Ir                     | 111312212221121123222113                   | 24       |
| 79 | Oro         | 1 elemento: Hg                                                             | 1 elemento: Pt                     | 132112211213322113                         | 18       |
| 80 | Mercurio    | 1 elemento: Tl                                                             | 1 elemento: Au                     | 31121123222113                             | 14       |
| 81 | Talio       | 1 elemento: Pb                                                             | 1 elemento: Hg                     | 111213322113                               | 12       |
| 82 | Plomo       | 1 elemento: Bi                                                             | 1 elemento: Tl                     | 123222113                                  | 9        |
| 83 | Bismuto     | 1 elemento: Po                                                             | 2 elementos: Pm, Pb                | 3113322113                                 | 10       |
| 84 | Polonio     | 1 elemento: At                                                             | 1 elemento: Bi                     | 1113222113                                 | 10       |
| 85 | Ástato      | 1 elemento: Rn                                                             | 1 elemento: Po                     | 1322113                                    | 7        |
| 86 | Radón       | 1 elemento: Fr                                                             | 2 elementos: Ho, At                | 311311222113                               | 12       |
| 87 | Francio     | 1 elemento: Ra                                                             | 1 elemento: Rn                     | 1113122113                                 | 10       |
| 88 | Radio       | 1 elemento: Ac                                                             | 1 elemento: Fr                     | 132113                                     | 6        |
| 89 | Actinio     | 2 elementos: Ga, Th                                                        | 1 elemento: Ra                     | 3113                                       | 4        |
| 90 | Torio       | 1 elemento: Pa                                                             | 1 elemento: Ac                     | 1113                                       | 4        |
| 91 | Protactinio | 4 elementos: He, Sc, Ta, U                                                 | 1 elemento: Th                     | 13                                         | 2        |
| 92 | Uranio      | 1 elemento: Y                                                              | 1 elemento: Pa                     | 3                                          | 1        |